# Verdrag van Rome (1924)
Het Verdrag van Rome werd op 27 januari 1924 gesloten tussen Italië en het koninkrijk Joegoslavië (het latere Joegoslavië)  en wees de Kroatische stad Rijeka (met uitzondering van de buurstad Sušak) toe aan Italië. Daarmee werd een eind gemaakt aan de toestand die met het Verdrag van Rapallo ontstaan was, en volgens welke Rijeka een onafhankelijk territorium werd (vergelijkbaar met de toenmalige status van de stad Danzig). Het verdrag werd op 16 maart 1924 van kracht.

## Inhoud
Aan het eind van de Eerste Wereldoorlog bezetten Italiaanse troepen Rijeka omdat dit volgens Italië conform de afspraken in het Pact van Londen was. Niettemin namen geallieerde Britse, Franse en Amerikaanse troepen de stad in november 1918 in bezit in afwachting van resultaten op de vredesonderhandelingen in Parijs. Het verdrag van Rome legaliseerde de Italiaanse bezetting van Rijeka in januari 1921, volgend op de inname van Rijeka door Gabriele D'Annunzio eind 1919. Zo bleef Rijeka gedurende het gehele interbellum Italiaans en kwam eerst tegen het eind van de Tweede Wereldoorlog onder Joegoslavië, dat met de Vrede van Parijs in 1947 werd bevestigd.

## Geschiedenis

### Voorgeschiedenis
Carlo Sforza had aan het eind van de oorlog toegezegd, dat Rijeka aan Joegoslavië zou kunnen komen. Toen zijn brief hierover in 1920 publiek werd, stak in Italië een storm van verontwaardiging op. Zowel beroering in Italië alsook in Rijeka zèlf, waar fascistische groeperingen weliswaar in de minderheid waren, maar door hun bereidheid tot geweld tot tweemaal toe het verkozen op  autonomie georiënteerde stadsbestuur omverwierpen. Na de machtsovername van Mussolini verscherpt de situatie zich. Mussolini doet in 1923 het voorstel om Rijeka bij Italië in te lijven, hetgeen weliswaar in Kroatië op algemene weerstand stuit, maar bij de regering in Belgrado steun vindt. De Joegoslavische minister van Buitenlandse Zaken Momčilo Ninčić laat weten, dat hij prioriteit geeft aan de havensteden in Zuid-Dalmatië en de kwestie Thessaloniki. Hij meent dat "Rijeka de vlag is, waaronder zich Kroatische en Sloveense ontevredenen verzamelen en samenzweren tegen het Joegoslavische koninkrijk".

### Achtergrond
Op 16 september 1923 benoemt Mussolini wederrechtelijk zelf de nieuwe gouverneur van Rijeka, hetgeen overigens ook door koning Alexander van Joegoslavië werd verdedigd. In januari 1924 werd snel duidelijk dat Italië en Joegoslavië overeenstemming hadden bereikt. Italië zou Rijeka krijgen, Joegoslavië Sušak. Tegelijkertijd kwamen beide landen overeen, dat men zich neutraal zou opstellen indien een van beide door een ander land zou worden aangevallen. Dit laatste was voor Joegoslavië niet onbelangrijk gezien de talloze conflicten met haar buurlanden. 

## Voorbode van nieuwe conflicten
Enerzijds is het Verdrag van Rome een erkenning van het Italiaanse irredentisme en de toenemend agressieve politiek van het nieuwe fascistische regime onder Mussolini. Anderzijds geeft het weer, hoe weinig prioriteit het nieuwe Joegoslavische koninkrijk gaf aan niet-Servische belangen. En natuurlijk illustreert het hoe zwak de nieuwe staat was. Weldra zouden de contouren van de Joegoslavische betrekkingen met Italië meer vorm krijgen via haar buurlanden: het Italiaans-Albanees vriendschapsverdrag in 1926, de activiteiten van Macedonische radicalen in Zuid-Servië (1927), het Italiaans-Hongaarse vriendschapsverdrag van  7 april 1927, de verslechtering van de Joegoslavisch-Griekse betrekkingen rondom Thessaloniki, grensgeschillen met Roemenië en de opmars van fascisten in Oostenrijk, die rechtstreeks door Mussolini werden gefinancierd. Het pareren van deze omhelzing door het aanhalen van de betrekkingen met Frankrijk had slechts bescheiden succes.